# František de Paula Széchényi
František hrabě Széchényi (maďarsky Széchényi Ferenc, 29. dubna 1754, Fertőszéplak – 13. prosince 1820, Vídeň) byl významný člen uherského šlechtického rodu Széchenyiů, učenec a filantrop.

## Život
Narodil se jako František de Paula Jan Josef hrabě Széchényi ze Sárvár-Felsövidéku, syn Zikmunda Széchényiho (1720–1769) a jeho manželky Marie, rozené hraběnky Czirákyové (1724–1787). Studoval na vídeňské Tereziánské akademii a vstoupil do státních služeb, v letech 1783–1785 byl zástupcem chorvatského bána Františka Esterházyho z Galanty. Za vlády Josefa II. opustil státní službu, ale zůstal přední osobností maďarského osvícenství a vzestupu uherského nacionalismu. Stál u zrodu Maďarské národní knihovny a Národního muzea v Budapešti. Knihovna je po něm pojmenována Széchényiho národní knihovna.
Udržoval kontakty s řadou představitelů osvícenské šlechty v Čechách (Šternberkové, Kinští, Valdštejnové, Chotkové), s nimiž byl také v příbuzenských poměrech. V Čechách pobýval delší dobu v letech 1794–1795, z této doby jsou doloženy kontakty a korespondence s Josefem Dobrovským. Do Čech zajížděl i později, v roce 1799 pobýval na zámku Malá Skála u své sestry Anny Barbory, provdané Desfoursové.
Od roku 1798 zastával funkci nejvyššího komořího Uherského království a v roce 1808 obdržel Řád zlatého rouna.
Po roce 1810 žil trvale ve Vídni, kde vedl vyhlášený společenský salón.
Hrabě František de Paula Széchényi zemřel 13. prosince 1820 ve Vídni.

## Rodina

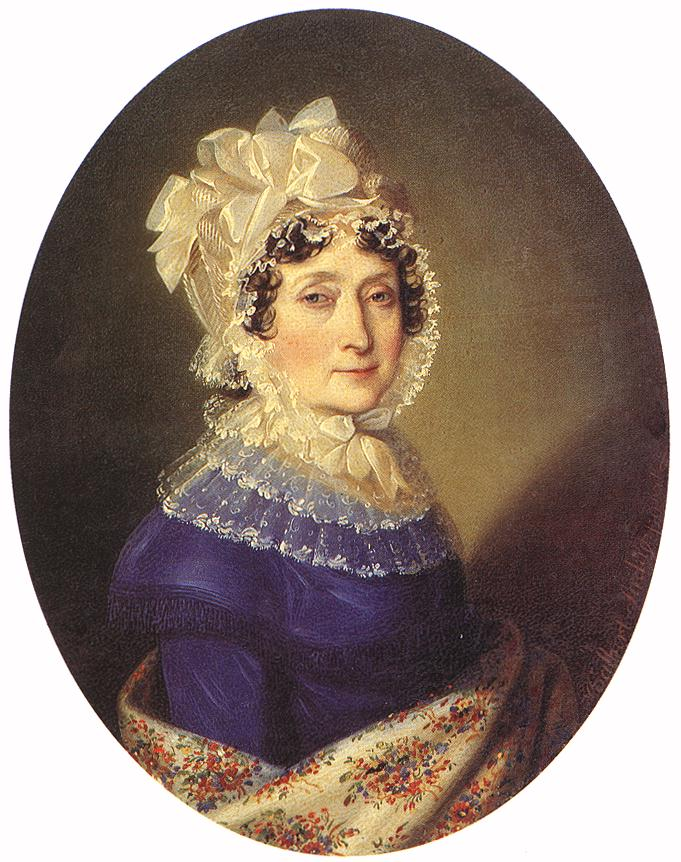
Juliana hraběnka Széchenyiová, rozená Festeticsová

František Széchenyi byl od roku 1777 ženatý s hraběnkou Julianou Marií Festeticsovou (1753–1824), s níž měl šest dětí:
- 1. Jiří Maria Jan (György Mária János), (* a † 1778)
- 2. Ludvík Maria Alois (Lájos Mária Alajos Daniel Ignác) (1781–1855), c. k. tajný rada, komoří, nejvyšší hofmistr arcivévodkyně Žofie, 1. ∞ Aloisie hraběnka Clam-Gallasová (1778–1822), 2. ∞ 1824 Františka de Paula hraběnka von Wurmbrand-Stuppach (1797–1873), c. k. palácová dáma, dáma Řádu hvězdového kříže
- 3. Františka Karolína (1783–1861), dáma Řádu hvězdového kříže, ∞ 1802 Mikuláš (Miklós) hrabě Batthyány de Német Ujvár (1774–1842), c. k. komoří, majitel panství Pinkafeld
- 4. Sophie (Zsófia) (1788–1855), dáma Řádu hvězdového kříže, ∞ 1807 Ferdinand hrabě Zichy z Vaszonykeö (1783–1862), c. k. komoří, polní podmaršál, velitel v Miláně a Benátkách
- 5. Pavel (Pál) (1789–1871), c. k. tajný rada, komoří, 1. ∞ 1811 Lady Carolina Meade (1794–1820), 2. ∞ 1823 Emilie hraběnka Zichy-Ferraris (1803–1866), dáma Řádu hvězdového kříže
- 6. Štěpán (István) (1791–1860), c. k. tajný rada, komoří, viceprezident Hospodářské společnosti v Pešti, maďarský národní hrdina, v uherské revoluční vládě ministr veřejných prací (1848), ∞ 1836 Krescencie hraběnka von Seilern und Aspang (1799–1875), c. k. palácová dáma, dáma Řádu hvězdového kříže